# Sofía de Gloucester
Sofía de Gloucester (Londres, 29 de mayo de 1773-29 de noviembre de 1844) fue una princesa inglesa, bisnieta de Jorge II de Gran Bretaña y sobrina de Jorge III del Reino Unido.

## Biografía

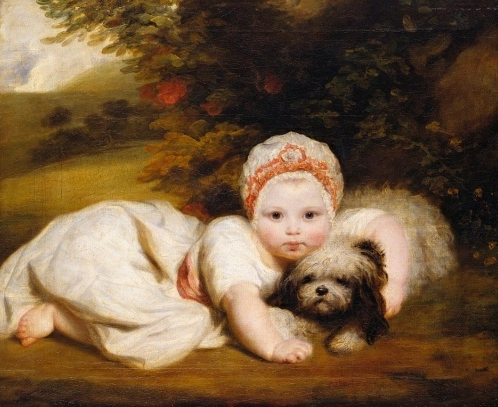
La princesa de niña, por Joshua Reynolds, 1774.

La princesa nació en Londres, en concreto en  la calle Grosvenor, en Mayfair. Sus padres fueron el príncipe Guillermo Enrique, duque de Gloucester y Edimburgo y María Walpole. Guillermo Enrique  era el tercer hijo de Federico, príncipe de Gales. Su madre era hija ilegítima de sir Edward Walpole. A su nacimiento, seguirían otros dos al matrimonio, los de sus hermanos Carolina y Guillermo Federico.
Fue bautizada de forma privada en un salón de Gloucester House, residencia de su padre, el 26 de junio de 1773. El encargado de administrarle el bautismo fue el obispo de St. David's. Sus padrinos fueron por el duque de Cumberland, su tío paterno; la duquesa de Cumberland, esposa del anterior; y la reina de Dinamarca y Noruega, su tía paterna (quién estuvo representada por un tercero). Jorge III fue requerido para ser padrino, pero rechazó por su enfado con el matrimonio de su hermano con una plebeya.
Sofía fue considerada como pretendienta para su primo el duque de Clarence (quién luego gobernaría como Guillermo IV), pero este no expresó ningún entusiasmo por la idea. Finalmente, Sofía nunca contrajo matrimonio ni tuvo descendencia. 
Vivió en Gloucester Lodge en Gloucester Road desde aproximadamente 1805 y permaneció allí después de la muerte de su padre en 1805 y su madre en 1807, pero en 1809 había vendido la villa a George Canning. También vivió en New Lodge en Winkfield, cerca de Windsor en Berkshire.
En 1811, Sofía visitó el Royal Yacht Squadron, en Northwood en la Isla de Wight con su hermano el Duque de Gloucester: el Hotel Gloucester, por el Desfile, fue nombrado en su honor.
Desde 1816, ocupó el cargo de Ranger de Greenwich Park y tenía una casa en Ranger's House, Blackheath, Londres.
Sofía fue una de las primeras patrocinadoras de la nueva ciudad costera de St Leonard's on Sea, donde se hospedó en Gloucester Lodge en Quarry Hill en 1831. El edificio se llamaba anteriormente Villa Castellated, pero se cambió a Gloucester Lodge en honor a ella. 
Murió en su residencia conocida como Ranger's House, el 29 de noviembre de 1844 y fue enterrada el 10 de diciembre siguiente en la capilla de San Jorge del Castillo de Windsor.

## Títulos
- 29 de mayo de 1773 - 22 de julio de 1816: Su Alteza la princesa Sofía de Gloucester
- 22 de julio de 1816 - 29 de noviembre de 1844: Su Alteza Real la princesa Sofía de Gloucester[4]
  - 16 de diciembre de 1834 - 29 de noviembre de 1844: Su Alteza Real la princesa Sofía Matilde de Gloucester

Como bisnieta en línea directa masculina de Jorge II, Sofía ostento el predicado de alteza desde su nacimiento. El 22 de julio de 1816,  su hermano el príncipe Guillermo Federico, duque de Gloucester contrajo matrimonio con su prima, la princesa María, hija del rey Jorge III del Reino Unido. En el día de boda, el príncipe regente, hermano de la novia, concedió el predicado de alteza real al duque de Gloucester. Al día siguiente, Sofía fue agraciada con el mismo predicado, dándole igual rango que su hermano.